# International Standard Bibliographic Description
International Standard Bibliographic Description eller ISBD er et regelsæt fra International Federation of Library Associations (IFLA) til beskrivelse af forskellige biblioteksmaterialer inden for rammerne af en katalog. Reglerne organiserer den bibliografiske beskrivelse af et værk på følgende områder:
- Område 1: titel og intellektuelt ansvar/ophavsret (f.eks.: forfatter, redaktør, kunstner)
- Område 2: udgave
- Område 3: materialeafhængig information (f.eks. en kort-skala eller varighed af en lydoptagelse)
- Område 4: udgiver og distribution (f.eks. forlag)
- Område 5: fysisk beskrivelse (f.eks. antal sider i en bog eller antal cd'er i en kassette)
- Område 6: serier
- Område 7: noter
- Område 8: standardnummer (ISBN, ISSN)

ISBD-standarden er sekventiel, men nogle elementer kan udelades, så længe sekvensen eller rækkefølgen fastholdes. Titlen skal altid stå først, forfatter og andre ophav skal følge lige efter og så videre. Ved at respektere den fastlagte rækkefølge og en standariseret ISBD-punktuation (punktum, bindestreg, skråstreg, kolon, komma mv.) gøres det muligt at tilbyde den bibliografiske information i et meget lille og fleksibelt rum.
Oprindelig var det målet at spare plads, fordi bibliotekskataloger ofte bestod af små 8x13cm katalogkort. Sparsommeligheden kan imidlertid også udnyttes i kataloger, f.eks. i bogform og på pc-monitorer.
En udførlig (eller næsten, siden der er mulighed for at øge mængden af hensyn til bogsamlere og andre) udgave af en ISBD-beskrivelse kan se således ud:
```
Comics & sequential art / by Will Eisner. — Expanded edition.
— Tamarac, Florida : Poorhouse Press : North Light Books distributor,
1990. — 164 p. : ill. ; 29 cm. — Includes index. — 
ISBN
 
0-9614728-1-2

(paperback) ;  
ISBN
 
0-9614728-0-4
 (hardcover)
```

En minimal udgave af samme værk kan se sådan ud:
```
Comics & sequential art / by Will Eisner. — 2nd ed. — Tamarac,
Florida : Poorhouse Press, 1990. 
```

På denne måde kan det ses, hvilken rolle Will Eisner og Poorhouse Press spiller uanset sproget. Det er netop formålet med en god bibliografisk beskrivelse: At vide hvilket dokument og hvilken forfatter, vi snakker om.
Inden for rammerne af dette mål er der vide rammer for tilpasninger. I meget store biblioteker, hvor den originale katalogisering foretages dagligt ved siden af "kopi-katalogisering", kan man definere lokale varianter eller specielle tilpasningsmuligheder for at opfylde forskellige behov. F.eks. kan der udvikles særlige regler for inkunabler der opbevares i afdelingen for sjældne bøger, mens de korte udgaver kan være forbeholdt særlige samlinger af publicerede ephemera som f.eks. jernbanebilletter eller visitkort.